# Bruce Weber
Bruce Weber (n. Greensburg, Pensilvania, 29 de marzo de 1946) es un fotógrafo y director de cine estadounidense. Es mayormente conocido por las campañas publicitarias para marcas como Calvin Klein, Abercrombie & Fitch y Ralph Lauren. Ha sido acusado de abuso sexual por presuntamente increpar e intentar abusar de modelos con los que ha trabajado.

## Biografía
Su salto a la fama se produjo a fines de los años 1980 y a principios de los 1990 con las campañas publicitarias para Calvin Klein, en las que se veían imágenes, por ejemplo, de un hombre y una mujer de pie en un columpio, con sus cuerpos desnudos y enfrentados, o atletas en ropa interior blanca apoyados contra muros blancos.
Weber trabajó para la revista Interview, en la que aparecieron muchos de los retratos de celebridades. Sus fotografías raramente son en colores, por lo general son en blanco y negro o monocromáticas.

## Obra
Bruce Weber es en cierta medida responsable por introducir el cuerpo masculino en la publicidad contemporánea, en los mismos términos de objeto de deseo y consumo en que el público estaba acostumbrado a ver el cuerpo femenino.

## Videos musicales
En 1990 dirigió el video de la canción Being Boring del álbum Behaviour del grupo Pet Shop Boys. La idea de Bruce era recrear una fiesta descontrolada. El vídeo fue polémico por la forma en que comenzaba, mostrando el trasero desnudo de un hombre, lo que fue suficiente para prohibir el video en la televisión (ver el video en YouTube).
Como a los Pet Shop Boys les gustó mucho el video, lo invitaron a trabajar con ellos nuevamente en 1996, para dirigir el video de la canción Se a vida é de su álbum Bilingual. Este video fue rodado en Wet 'n' Wild, un parque acuático en Orlando, Florida. En 2002 dirigió el video de la canción I Get Along de su álbum Release.

## Premios y distinciones
Premios Óscar
| Año  | Categoría              | Película                                                               | Resultado |
| ---- | ---------------------- | ---------------------------------------------------------------------- | --------- |
| 1988 | Mejor documental largo | Eyes on the Prize: America's Civil Rights Years/Bridge to Freedom 1965 | Nominado  |
| 1989 | Mejor documental largo | Let's Get Lost                                                         | Nominado  |